# Самір Шихабі
Самір Шихабі (Самір аль-Шіхабі) (нар.27 травня 1925, Єрусалим, Британський мандат у Палестині — 25 серпня 2010) — саудівський дипломат, постійний представник Саудівської Аравії при ООН, голова 46-ї сесії Генеральної Асамблеї ООН, член громадської ради українського часопису ЄвроАтлантика.

## Біографія
Самір аль-Шіхабі народився 27 травня 1925 року у місті Єрусалим. Освіту, у сфері політології та економіки, здобув у Американському університеті у Каїрі, де отримав ступінь бакалавра гуманітарних наук. Своє навчання він продовжив у Єльському університеті (США) та Кембріджському університеті (Велика Британія). У Нью-Йоркському університеті отримав ступінь магістра гуманітарних наук з близькосхідних досліджень.

### Дипломатична кар'єра
Роботу у міністерстві закордонних справ Саудівської Аравії він розпочав у 1949 році, працював першим секретарем з 1956 по 1959 роки у Берні, а з 1959 по 1961 — у Римі, повіреним у справах. Роботу в ООН отримав у тому ж році, ставши директором управління у справах Організації Об'єднаних Націй та міжнародних організацій міністерства закордонних справ. Через три роки його призначили першим послом Саудівської Аравії у Туреччині, де він працював до 1973 року. Ту ж посаду він виконував і у Сомалі. З 1974 по 1979 рік працював старшим радником при міністрі закордонних справ і виконуючим обов'язки заступника міністра закордонних справ, будучи переведеним у Джидду. З 1974 року входив також до складу делегації своєї країни на 15 сесіях Генеральної Асамблеї Організації Об'єднаних Націй, в тому числі як Постійний представник, пост якого він зайняв у вересні 1983 року. Цьому передувала трирічна служба послом у Пакистані.
Перебуваючи на дипломатичній роботі, як глава, заступник голови або член делегації Саудівської Аравії, брав участь у роботі різноманітних конференцій ООН й інших міжнародних організацій (Організації Ісламського співробітництва, Лізі арабських держав, Русі неприєднання, Групі 77), був керівником делегації Саудівської Аравії на Конференції Організації Об'єднаних Націй по застосуванню досягнень науки і техніки в інтересах менш розвинутих країн (Женева, 1963 рік), Конференції міністрів з питань релігій держав — членів Організації Ісламська конференція (Мекка, 1978 рік), Конференції Групи 77 з економічного співробітництва між країнами, що розвиваються (Картахена, 1984 рік) та Конференції міністрів закордонних справ неприєднаних країн (Нікосія, 1989 рік).
Самір аль-Шіхабі брав участь у створенні Міжнародної асоціації постійних представників при Організації Об'єднаних Націй. Будучи двічі обраним на посаду президента цієї Асоціації, в останні роки життя був головою її Виконавчої ради.

## Сім'я
Був одружений, мав двох дітей (сина і дочку).